# Krystyna Palmowska
Krystyna Palmowska (ur. 11 listopada 1948 w Warszawie, zm. 15 czerwca 2025 w Tatrach Słowackich) – polska alpinistka i himalaistka, reprezentująca Klub Wysokogórski Warszawa. Z wykształcenia inżynier elektronik.
Uczestniczyła w wyprawach wspinaczkowych, m.in. z Wandą Rutkiewicz i Anną Czerwińską.
Zginęła spadając z okolic Wyżniej Przybylińskiej Przełęczy 15 czerwca 2025. Jej ciało odnaleziono dzień później, w rejonie Doliny Piarżystej pod Koprowym Wierchem w Tatrach Słowackich. 11 lipca tego samego roku została pochowana w Alei Zasłużonych na Powązkach Wojskowych w Warszawie.

## Osiągnięcia wspinaczkowe

### Drogi wspinaczkowe
- Direttissima Kazalnicy
- Direttissima Małego Młynarza
- wejście na Pizzi Gemelli(inne języki)
- lato 1977 – północna ściana Matterhornu (drugie przejście czysto kobiece) – z Anną Czerwińską
- zima 1978 – północna ściana Matterhornu (pierwsze przejście czysto kobiece zimowe) – z Anną Czerwińską, Wandą Rutkiewicz i Ireną Kęsą

### Zdobyte ośmiotysięczniki
- 30 czerwca 1983 – Broad Peak (jako pierwsza kobieta)
- 15 lipca 1985 – Nanga Parbat (pierwsze wejście w zespole kobiecym)

### Udział w wyprawach wysokogórskich
- 12 sierpnia 1975 – brała udział w ataku szczytowym na Gaszerbrum II, który przerwała, aby sprowadzić na dół pakistańskiego oficera łącznikowego – kapitana Saeeda Ahmeda Malika. Współtowarzyszki Halina Krüger-Syrokomska i Anna Okopińska zdobyły szczyt
- 5 lipca 1979 – zdobyła Rakaposhi, nową drogą, pierwsze wejście kobiece
- 1980 – brała udział, wraz z Anną Czerwińską, w wyprawie na Kanczendzongę
- 1982 – udział w polskiej kobiecej wyprawie na K2, wraz z Anną Czerwińską dotarła do wysokości 7000 m na Żebrze Abruzzi
- 1984 – udział w wyprawie na K2. Z powodu huraganowych wiatrów uczestniczki dotarły na wysokość 7350 m n.p.m.
- 1986 – dotarcie na K2 do wysokości ok. 8200 m, nową drogą do Magic Line, z Anną Czerwińską i Januszem Majerem[5]

## Publikacje
- Zdobycie Gasherbrumów (współautorka pod redakcją Wandy Rutkiewicz), „Sport i Turystyka”, Warszawa 1979, ISBN 83-217-2255-5.
- Dwa razy Matterhorn z Anną Czerwińską, „Sport i Turystyka”, Warszawa 1980, ISBN 83-217-2283-0.
- Śmierć czyha na K2 (rozdział w zbiorze reportaży), „Krajowa Agencja Wydawnicza”, Warszawa 1987.
- Zaklętym w górski kamień. Tragedie złotej ery polskiego himalaizmu, „Wydawnictwo Stapis”, Katowice 2020, ISBN 978-83-7967-138-0.

Tłumaczenia na język polski
- Neville Shulman: Zen w sztuce zdobywania szczytów (1996, ISBN 83-7120-257-1),
- Jon Krakauer: Wszystko za Everest (1998, ISBN 978-83-8191-646-2).